# Daniil Tarasov
Daniil Tarasov (Novokuznetsk, Rusia, 27 de marzo de 1999) es un jugador profesional ruso de hockey sobre hielo que se desempeña en la posición de guardameta en Columbus Blue Jackets, equipo de la National Hockey League (NHL).

## Carrera
Fue seleccionado en la tercera ronda en la NHL Entry Draft de 2017. En 2021 hizo su debut profesional con el equipo Columbus Blue Jackets, donde lleva jugando tres temporadas.